# 村上博基
村上 博基（むらかみ ひろき、1936年3月24日 - 2016年4月30日）は、日本の翻訳家。
主に英米文学を翻訳した。

## 略歴
愛知県生まれ。1957年東京外国語大学ドイツ語学科卒。
はじめ映画字幕翻訳の仕事をし、1970年より書籍翻訳を始める。推理・冒険ものを主として訳し、ジョン・ル・カレの作品を多く訳している。

## 翻訳
- 『不死鳥を殪せ』（アダム・ホール、早川書房） 1965、のち文庫
- 『夜に消える』（ハワード・ブラウン、早川書房） 1965
- 『ハニー誘拐事件を追う』（G・G・フィックリング、早川書房） 1966
- 『メダリオン作戦』（リチャード・テルフェア、早川書房） 1966
- 『女王陛下のユリシーズ号』（アリステア・マクリーン、早川書房） 1967、のち文庫
- 『航空救難隊』（ジョン・ボール、早川書房） 1967、のち文庫
- 『ジプシー』（ヤン・ヨァーズ、早川書房） 1967、のち文庫
- 『女体愛好クラブ』（ミッキー・スピレイン、早川書房） 1968、のち文庫
- 『アメリカの幻想』（エリア・カザン、早川書房） 1968、のち文庫
- 『ハノイ 北ヴェトナムとの会話』（メアリイ・マッカーシイ、早川書房、ハヤカワ・ノンフィクション）1969
- 『男と女と女』（アンドレア・ニューマン、早川書房） 1969
- 『すてきなすてきなスパイ』（アダム・ダイメント、早川書房） 1969
- 『バン・バン・バード』（アダム・ダイメント、早川書房） 1970
- 『華麗なる酒 スコッチウイスキーの本』（D・デイシュス、東京書房社） 1970
- 『フレンズ〜ポールとミシェル』（ルイス・ギルバート、早川書房） 1971、のち文庫
- 『七分間 ポルノグラフィー裁判』（アーヴィング・ウォーレス、早川書房） 1971、のち文庫
- 『群がる鳥に網を張れ』（ハドリー・チェイス、創元推理文庫） 1971
- 『インターコムの陰謀』（エリック・アンブラー、早川書房、 世界ミステリ全集7） 1972
- 『愛の車輪』（ジョイス・キャロル・オーツ、角川書店） 1972
- 『旅立ちの朝』（スティーヴン・ターナー、早川書房） 1972
- 『夏の日のフォスティーヌ』（ニナ・コンパネーズ、早川書房） 1972
- 『トマト・ケイン』（ナイジェール・ニール、早川書房） 1972
- 『カメラマンケイド』（ハドリー・チェイス、創元推理文庫） 1972
- 『刑事くずれ』（タッカー・コウ、早川書房） 1972
- 『アイリッシュ短編集』3 - 6（アイリッシュ、創元推理文庫） 1973 - 1977
- 『ふたり』（アリス・ボイド、ハヤカワ文庫） 1973
- 『サブウェイ・パニック』（ジョン・ゴーディ、早川書房） 1974、のち文庫
- 『続フレンズ』（ルイス・ギルバート、早川書房） 1974、のち文庫
- 『スティング』（ロバート・ウィーバーカ、ハヤカワ文庫） 1974
- 『暗殺者』（エリア・カザン、早川書房） 1974
- 『オニオン・フィールド ある警官殺害事件』（ジョセフ・ウォンボー、早川書房） 1975、のち改題文庫化『オニオン・フィールドの殺人』
- 『ローゼンバーグ事件の全貌』（ルイス・ナイザー、文化放送開発センター出版部） 1976
- 『ドミノ・ターゲット』（アダム・ケネディ、早川書房） 1976
- 『世界最強の男 ムハマッド・アリ自伝』（ムハマッド・アリ、早川書房） 1976、のち改題文庫化『ムハマッド・アリ - わが魂の戦歴』上・下
- 『ザ・レース』（オスカー・オーティス,ユーニス・ウォーカップ、二見書房） 1977
- 『代訳』（エリア・カザン、早川書房） 1977
- 『ブラック・デス』（ギネス・クレイヴンス,ジョン・S・マー、ごま書房） 1978
- 『夢の冠』（トマス・トライオン、早川書房） 1978
- 『夜は千の目をもつ』（ウィリアム・アイリッシュ、創元推理文庫） 1979
- 『ハイーライズ』（J・G・バラード、ハヤカワ文庫） 1980、のち改題『ハイ・ライズ』として創元SF文庫
- 『亡命詩人、雨に消ゆ』（ウィリアム・H・ハラハン、早川書房） 1980、のち文庫
- 『アメリカ野球ちょっといい話』（ロジャー・エンジェル、集英社） 1981、のち改題文庫化『憧れの大リーガーたち』
- 『超音速漂流』（トマス・ブロック、文藝春秋） 1982、のち文庫
- 『天のさだめを誰が知る』（D・R・ベンセン、創元推理文庫） 1983
- 『スパイク』（アルノー・ド・ボルシュグラーヴ,ロバート・モス、ハヤカワ文庫） 1983
- 『水晶の涙』（ジェイン・ヨーレン、ハヤカワ文庫） 1983
- 『ケープ・コッド危険水域』（リック・ボイヤー、早川書房） 1984、のち文庫
- 『小鼠油田を掘りあてる』（レナード・ウイバーリー、創元推理文庫） 1985
- 『夢織り女』（ジェイン・ヨーレン、ハヤカワ文庫） 1985
- 『レッド・フォックス消ゆ』（アンソニー・ハイド、文藝春秋） 1986、のち文庫
- 『ホワイト・タイガーの陰謀』（R・S・ネイサン、新潮文庫） 1988
- 『ジグが来る』（キャンベル・アームストロング、文春文庫） 1989
- 『婦警トーニの爛れた夏』（ソウルダッド・サンティヤゴ、新潮文庫） 1989
- 『エディ・フランクスの選択』（ブライアン・フリーマントル、角川文庫） 1990
- 『砂漠の標的』（ギャビン・ライアル、早川書房） 1990、のち文庫
- 『武力対決』（ハロルド・コイル、新潮文庫） 1991
- 『白夜が明ける』（キャンベル・アームストロング、文春文庫） 1991
- 『第八のラッパが鳴るとき』（ジョン・ランド、徳間文庫） 1992
- 『ブライト・スター作戦』（ハロルド・コイル、新潮文庫） 1993
- 『サバンナの探偵 ヤング・インディ・ジョーンズ 13』（原案:ジョージ・ルーカス、文春文庫） 1993
- 『無邪気の報酬』（デイヴィッド・イグネイシアス、文藝春秋） 1993
- 『クイーン』（アレックス・ヘイリー,デイヴィッド・スティーヴンス、新潮社） 1994
- 『無頼列車南へ』（ブラウン・メッグズ、文春文庫） 1994
- 『チャイナ・レイク再び』（アンソニー・ハイド、文藝春秋） 1995
- 『容赦なく』（トム・クランシー、新潮文庫） 1996
- 『黙殺』（デイヴィッド・バルダッチ、徳間書店） 1996、のち改題文庫化『目撃』
- 『餌』（ケネス・アベル、早川書房） 1997
- 『ストライク・ゾーン』（ジム・バウトン,エリオット・アジノフ、文藝春秋） 1997
- 『軍事介入』（ハロルド・コイル、新潮文庫） 1998
- 『レインボー・シックス』1 - 4（トム・クランシー、新潮文庫） 1999 - 2000
- 『全面支配』（デイヴィッド・バルダッチ、徳間文庫） 1999
- 『瞬きよりも速く』（レイ・ブラッドベリ、伊藤典夫,風間賢二共訳、早川書房） 1999、のち文庫
- 『ハーレーダビッドソン伝説』（ブロック・イェイツ、早川書房） 2001
- 『追われる男』（ジェフリー・ハウスホールド、創元推理文庫） 2002
- 『人生、これからがときめきの日々』（ドナルド・M・マレー、集英社） 2002
- 『ニューヨーク』（ベヴァリー・スワーリング、集英社） 2004
- 『ブルー・ムーヴィー』（テリイ・サザーン、早川書房） 2006
- 『宝島』（スティーヴンスン、光文社古典新訳文庫） 2008
- 『ジーキル博士とハイド氏』（スティーブンソン、光文社古典新訳文庫） 2009
- 『予期せぬ結末2 トロイメライ』（チャールズ・ボーモント、井上雅彦編、共訳、扶桑社ミステリー） 2013

### 「ミクロ・スパイ」シリーズ
- 『ミクロ・スパイ大作戦』（リンドジイ・ガターリッジ、早川書房） 1972、のち改題文庫化『ルーマニア潜入作戦』（リンジイ・ガターリッジ、ハヤカワ文庫SF） 1976
- 『カナダ森林作戦』（リンジイ・ガターリッジ、ハヤカワ文庫SF） 1976
- 『ペルー猛毒作戦』（リンジイ・ガターリッジ、ハヤカワ文庫SF） 1977

### ジョン・ル・カレ
- 『スクールボーイ閣下』（ジョン・ル・カレ、早川書房） 1979、のち文庫
- 『スマイリーと仲間たち』（ジョン・ル・カレ、早川書房） 1981、のち文庫
- 『リトル・ドラマー・ガール』（ジョン・ル・カレ、早川書房） 1983、のち文庫
- 『パーフェクト・スパイ』（ジョン・ル・カレ、早川書房） 1987、のち文庫
- 『ロシア・ハウス』（ジョン・ル・カレ、早川書房） 1990、のち文庫
- 『影の巡礼者』（ジョン・ル・カレ、早川書房） 1991、のち文庫
- 『ナイト・マネジャー』（ジョン・ル・カレ、早川書房） 1994、のち文庫
- 『われらのゲーム』（ジョン・ル・カレ、早川書房） 1996、のち文庫
- 『ティンカー、テイラー、ソルジャー、スパイ』【新訳版】（ジョン・ル・カレ、ハヤカワ文庫） 2012

### C・W・ニコル
- 『勇魚』（C・W・ニコル、文藝春秋） 1987、のち文庫
- 『白河馬物語』（C・W・ニコル、文藝春秋） 1989、のち文庫
- 『盟約』（C・W・ニコル、文藝春秋） 1999、のち文庫
- 『遭敵海域』（C・W・ニコル、文藝春秋） 2002、のち文庫
- 『特務艦隊』（C・W・ニコル、文藝春秋） 2005、のち文庫

### オレン・スタインハウアー
- 『嘆きの橋』（オレン・スタインハウアー、文春文庫） 2005
- 『極限捜査』（オレン・スタインハウアー、文春文庫） 2008
- 『ツーリスト - 沈みゆく帝国のスパイ』（オレン・スタインハウアー、ハヤカワ文庫） 2010
- 『ツーリストの帰還』（オレン・スタインハウアー、ハヤカワ文庫） 2013